# Электронная промышленность
Электронная промышленность — промышленность по производству электронных компонентов и изделий из них, самая наукоемкая отрасль современного машиностроения, в целом до 2/3 всей продукции электронной промышленности — это сложнейшая наукоемкая техника.
Электронная промышленность — детище научно-технической революции, роль научного потенциала стран и фирм в разработке новых (инновационных) видов и типов её продукции и создании совершенных технологий производства чрезвычайно велика.
Это предопределило тесное сотрудничество между научно-исследовательскими учреждениями и производственными предприятиями. В условиях рыночной конкуренции потребовалось резко сократить временной цикл от разработки изделия до его выпуска. Это удалось осуществить в технополисах (типа знаменитой Кремниевой долины в США). В них практически нет территориального (а значит, и временного) разрыва между научными исследованиями и производством, тем самым достигнута высокая экономическая эффективность всего цикла — от момента появления новой идеи до массового выпуска товара.
В машиностроении отдельных стран электронная промышленность заняла ведущие позиции. Это относится главным образом к ряду новых индустриальных стран Азии (Сингапур, Республика Корея и др., также Китай), где она стала отраслью государственной специализации. В некоторых из этих стран на электронную промышленность приходится более половины стоимости всей продукции индустрии. В странах с развитым машиностроением производство электроники потеснило ряд традиционных отраслей машиностроения и доля его весьма высока: по ряду оценок, в США она достигала 46 %, а в Японии — 40 %.

## История
В 80-е (1984—1991 гг.) впереди были японские ТНК, среди которых NEC, Toshiba и Hitachi, контролировавшие 1/4 мирового рынка всех видов полупроводников. Доля уступавших им американских Intel и Motorola была вдвое меньше — 1/8.
В 1993 г. Intel перешла с четвёртого на первое место, а Motorola — на третье, потеснив японские ТНК.
В 1990-е годы наметились заметные различия в качестве продукции, изготавливаемой в отдельных группах стран: персональные компьютеры США, Японии, Западной Европы, ориентированные на уровень требовательного рынка, отличались самым высоким качеством — эта продукция тщательно контролируется, характеризуется своей энергоэкономичностью и экологичностью («зеленые компьютеры») — их определяли как компьютеры т. н. белой сборки.
В ряде же новых индустриальных стран многие местные фирмы (кроме входящих в ТНК) собирают компьютеры по «отверточной технологии» из импортных комплектующих, с малой долей собственных деталей не самого высокого качества. Они отличались меньшей надежностью, худшими технико-экономическими параметрами и предназначены для менее состоятельного и менее требовательного покупателя — эти компьютеры относились к изделиям желтой сборки (а продукцию заводов Восточной Европы, со всеми ее преимуществами и недостатками, именовали «красной сборкой»).
В настоящее время структура мировой электронной промышленности чётко отражает главные изменения в составе её производств, происшедшие за 40 лет бурного развития.
Самая высокая доля (до 45 % общего объёма продукции отрасли в стоимостном выражении) приходится на различные виды вычислительной техники — от калькуляторов до суперкомпьютеров, используемых в производстве, в военном и другом оборудовании.
Весьма значителен удельный вес комплектующих изделий, особенно микросхем и других компонентов — 20 %. Около 5—8 % составляет доля оборудования для систем связи и примерно 10 % — всей массовой бытовой электронной аппаратуры. До 15 % приходится на разного рода медицинское, научное и другое электронное оборудование.

## Производство
Структуру современной электронной промышленности определяет выпуск двух больших групп изделий:
- компонентов, то есть комплектующих деталей, широко используемых во всех видах электронной аппаратуры и оборудования;
- конечной, завершающей продукции отрасли, идущей за её пределы самым разнообразным потребителям.

Каждая из групп включает как очень сложную дорогостоящую продукцию, так и сравнительно простую и дешёвую, и это оказало сильное влияние на её размещение в мире и отдельных странах.

### Производство электронных компонентов
Активные компоненты: производство полупроводниковых приборов/полупроводниковая промышленность, производство радиоламп (см. электроламповый завод);
Пассивные компоненты: резисторы, конденсаторы, моточные и коммутационные изделия и пр.

## По странам
- Электронная промышленность СССР — см. Министерство электронной промышленности СССР (МЭП)
- Электронная промышленность России
- Электронная промышленность Китая
- Электронная промышленность Тайваня
- Электронная промышленность Японии (см. Промышленность Японии; en:Electronics industry in Japan)

В США (Электронная промышленность США, см. Промышленность США) действует SEMATECH — консорциум из правительства и частных компаний-производителей электроники (в его активе — успешное преодоление американского отставания от японцев в области микроэлектроники). В 2022 г. принят Закон о чипах (CHIPS and Science Act), инвестрование по нему в полупроводниковую индустрию страны составит 52 млрд долл., это должно помочь победить дефицит полупроводников, усилить позиции США на мировом рынке, а также обеспечить технологический суверенитет, уменьшив зависимость от Тайваня.
В Японии (как ответ на американскую меру) создан частно-государственный консорциум SELIT.
В Евросоюзе действует организационная мегапрограмма «ЕР7», финансируемая из бюджета ЕС (в её рамках ведётся освоение новых технологических уровней микро- и нанотехнологии). Также осуществляются комплексная программа «MEDIA+», нацеленная на превращение Европы в лидера по части системных инноваций в полупроводниковых технологиях, ориентированных на «электронную экономику».
8 февраля 2022 года Европейская комиссия приняла Закон «О европейских чипах», который позволит до 2030 года привлечь 15 млрд евро в виде дополнительных государственных и частных инвестиций (это сверх 30 миллиардов евро ранее запланированных государственных инвестиций из различных источников); целью этой новой инициативы стало «к 2030 году иметь 20 % доли мирового рынка производства чипов» (в настоящее время Европа имеет долю в 9 %)..
Международная организация SEMI (Semiconductor Equipment and Materials International), объединяющая изготовителей изделий, оборудования и материалов электронной техники. Среди прочего, SEMI занимается разработкой международных стандартов и перспективных планов развития мировой электронной промышленности.